# 클라라 (코뿔소)

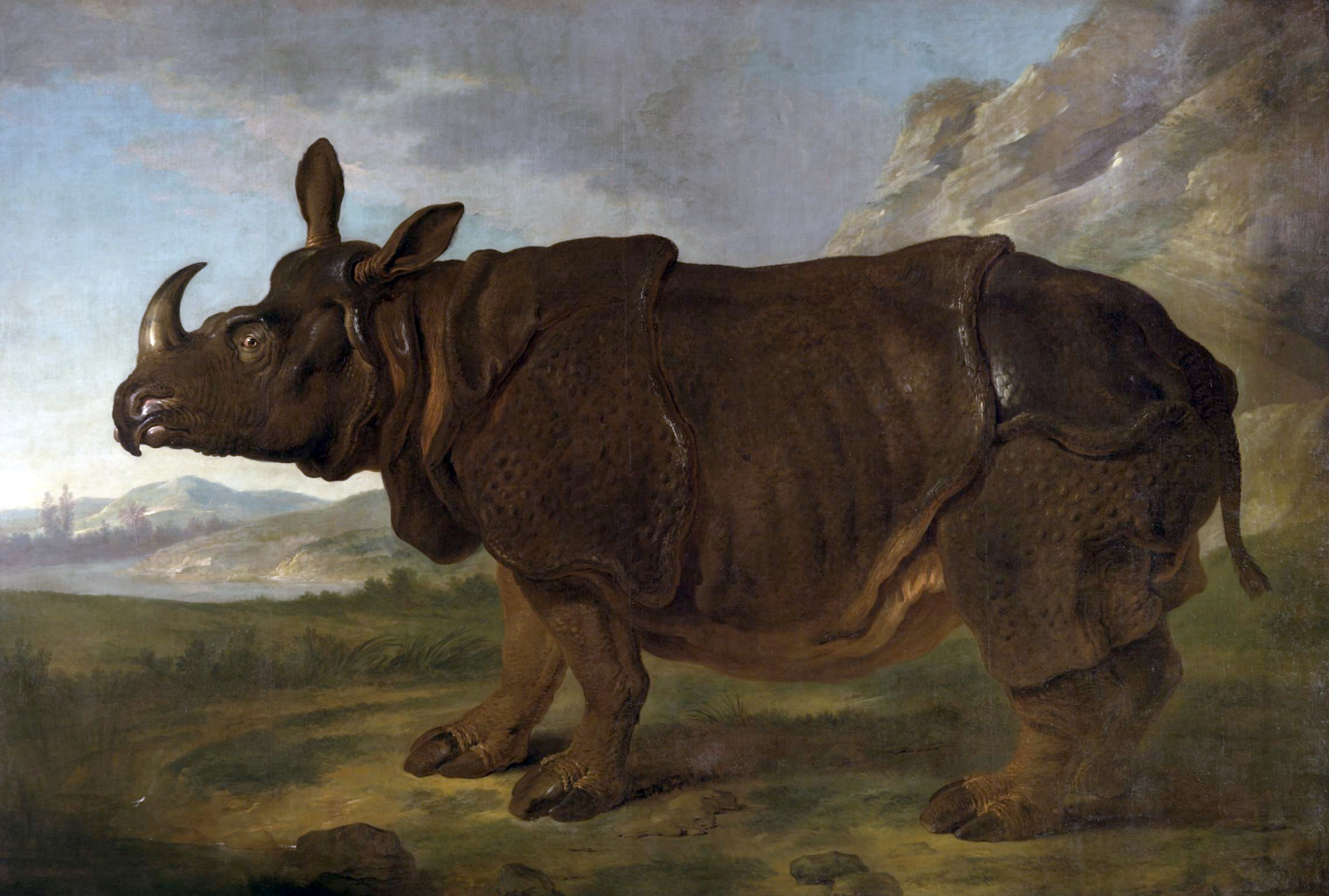
1749년 장 밥티스트 우드리가 그린 클라라.

클라라(1738년경~1758년 4월 14일)는 18세기 중반 17년 간 그랜드 투어 때문에 유명한 암컷 인도코뿔소이다. 1741년 로테르담에 도착했고, 1515년 뒤러의 코뿔소 이후, 유럽에 살아있는 채로 온 5 번째 코뿔소였다. 네덜란드 공화국, 신성 로마 제국, 스위스, 폴란드-리투아니아 연방, 프랑스, 양시칠리아 왕국, 보헤미아 왕국, 덴마크를 순회한 뒤, 영국 램버스에서 죽었다.